# Formuła 3

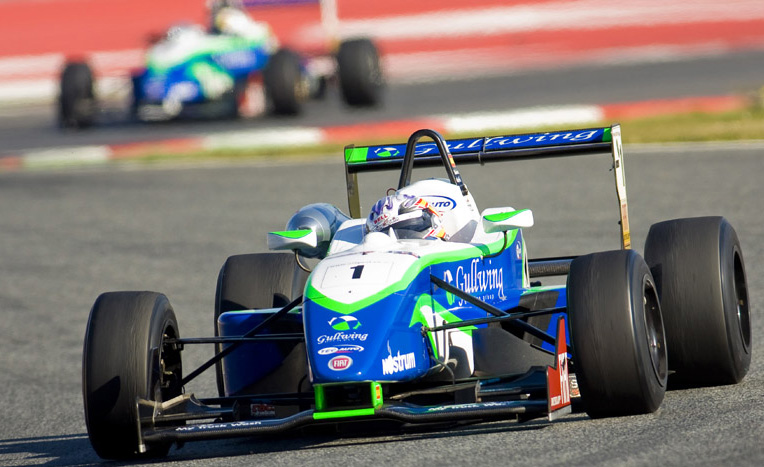
Samochód Dallara F306 w wyścigu F3 Spanish Championship

Formuła 3 (skrót F3) – klasa wyścigów samochodowych przeprowadzanych w różnych cyklach w Europie, Australii, Ameryce Południowej i Azji. Jest to jednocześnie określenie biorących w nich udział jednomiejscowych samochodów wyścigowych o otwartym nadwoziu. Wielu kierowców prestiżowych wyścigów Formuły 1 ma za sobą etap w Formule 3. Udział w wyścigach Formuły 3 jest stosunkowo drogi (miejsce w brytyjskiej F3 kosztuje obecnie około 400 000 funtów szterlingów za udział w rocznym cyklu wyścigów, w Azji cena wynosi około 80 000 funtów). Z tego powodu w wyścigach Formuły 3 biorą udział głównie początkujący zawodowcy, a nie amatorzy. Sukces w F3 może zaowocować dla kierowcy udziałem w wyścigach wyższej klasy, takich jak Formuła 2, Formuła Renault 3.5 lub nawet wyścigów testowych Formuły 1.

## Cykle wyścigów Formuły 3

### Główne cykle

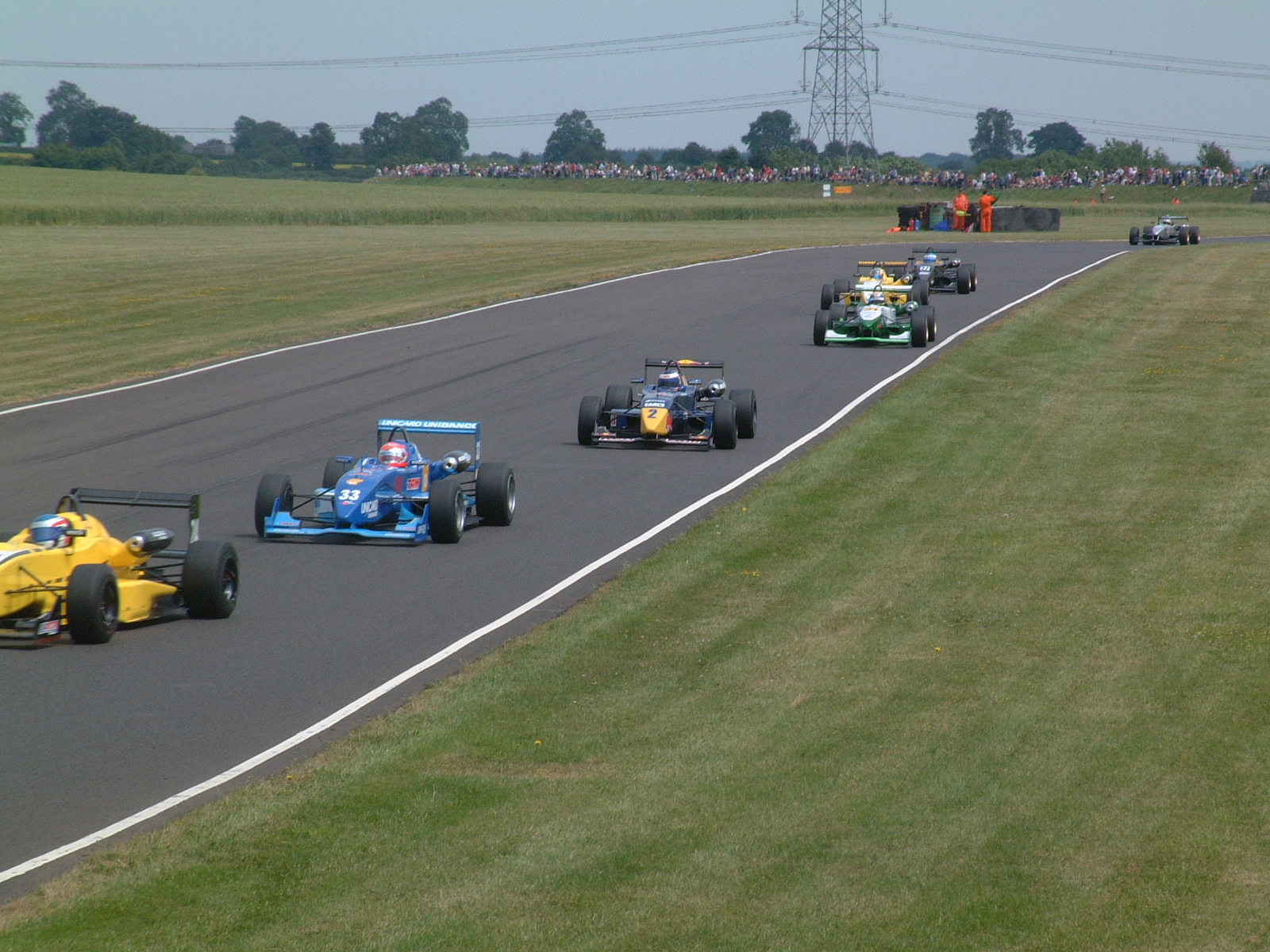
Wyścig Brytyjskiej Formuły 3

Zwycięzcy w tych cyklach mogą otrzymać superlicencję Fédération Internationale de l’Automobile.
- Mistrzostwa Formuły 3: od 2019
- Europejska Formuła 3: 1975–1984, 2012–2018
- Japońska Formuła 3: od 1979
- W Series: od 2019

### Pozostałe cykle
- Australijska Formuła 3: od 1997
- Austriacka Formuła 3: od 1982
- Azjatycka Formuła 3: 2001–2008, od 2018
- Brazylijska Formuła 3: 1989–1995, od 2014
- Brytyjska Formuła 3 BRDC: od 2016
- Chilijska Formuła 3: 1972–2012, od 2016
- Czeska Formuła 3: od 1995
- Euroformula Open Championship: od 2009 (dawniej: European F3 Open)
- Formula Regional European Championship: od 2019
- MotorSport Vision Formula Three Cup: od 2011
- Puchar Formuły 3 Strefy Środkowoeuropejskiej: 1994–2005, od 2016
- Szwajcarska Formuła 3: 1978–2008, od 2014

### Nieistniejące cykle
- Amerykańska Formuła 3: 2000–2001
- Bałtycka Formuła 3: 1968–1970, 1979–1987
- Belgijska Formuła 3: 1964–1967
- Białoruska Formuła 3: 1969–1981
- Brytyjska Formuła 3: 1951–1961, 1964–2014
- Czechosłowacka Formuła 3: 1964–1972
- Duńska Formuła 3: 1949–1966, 1976–1977
- Estońska Formuła 3: 1962–1963, 1970–1987
- Fińska Formuła 3: 1958–1960, 1984–1986, 2000–2009
- Formula Lites: 2015
- Formuła 3 BRSCC ARP: 1990–2005
- Formuła 3 Euro Series: 2003–2012
- Francuska Formuła 3: 1964–1973, 1978–2002
- Grecka Formuła 3: 1990–2002
- Gruzińska Formuła 3: 1965
- Hiszpańska Formuła 3: 2001–2008
- Litewska Formuła 3: 1970, 1974–1976, 1978–1987
- Łotewska Formuła 3: 1961, 1963, 1968, 1970, 1977, 1979–1987
- Marokańska Formuła 3: 1970–1971
- Meksykańska Formuła 3: 1990–2002
- Niemiecka Formuła 3: 1950–1953, 1971–2014
- Nordic Formula 3 Masters: 2010
- Norweska Formuła 3: 1999–2000
- Peruwiańska Formuła 3: 1990–1996
- Polska Formuła 3: 1964–1968, 1995–2008
- Południowoamerykańska Formuła 3: 1987–2013
- Puchar Formuły 3 Strefy Północnoeuropejskiej: 2008–2009
- Rosyjska Formuła 3: 1978–1987, 1997–2002, 2008
- Skandynawska i Nordycka Formuła 3: 1984–1985, 1992–2001
- Sowiecka Formuła 3: 1960–1987
- Szwedzka Formuła 3: 1964–1993, 1997–2000
- Trofeum Formuły 3: 2011
- Turecka Formuła 3: 1994–2006
- Ukraińska Formuła 3: 1972-1974, 1979–1981, 1983, 1985, 2011
- Węgierska Formuła 3: 1964
- Włoska Formuła 3: 1964–1966, 1968–2012
- Wschodnioniemiecka Formuła 3: 1950–1958, 1964–1972

### Pojedyncze wyścigi
- Eastside 100: 2005-2006 {EuroSpeedway Lausitz)
- Formula 3 Brazil Open: od 2010 (Autódromo José Carlos Pace)
- Grand Prix Makau: od 1983 (Guia Circuit)
- Grand Prix Pau: 1999-2006, 2011–2012, od 2014 (Circuit de Pau-Ville)
- Korea Super Prix: 1999–2004 (Changwon Street Circuit)
- Masters of Formula 3: od 1991 (Circuit Park Zandvoort)